# Antonio del Carmen Fernández
Antonio Enrique del Carmen Fernández (8 de mayo de 1938, San José, Tucumán; – 12 de agosto de 1974, Capilla del Rosario, Catamarca), conocido como «Negrito», fue un sindicalista argentino, militante del PRT y guerrillero del ERP, víctima de la Masacre de Capilla del Rosario.

## Primeros años de militancia
Hijo único, tuvo que dejar la escuela en 2.º grado, a los 8 años, para trabajar ayudando a su madre, empleada doméstica.  
Ya mayor, ingresó a trabajar en la fábrica azucarera San José. Su interés por las cuestiones sindicales y políticas apareció en 1961 cuando se sucedieron los conflictos en los ingenios azucareros, y desde entonces inició su militancia. Fue elegido como delegado en su fábrica y llegó a ser Secretario General del Sindicato de Obreros de Fábrica y de Surco del Ingenio San José. En pos de las reclamaciones obreras, incluyendo el reconocimiento de los representantes sindicales, la fábrica fue tomada ese año en varias oportunidades. En julio de 1962, ese sindicato fue recuperado por los trabajadores liderados por el dirigente de Palabra Obrera, Leandro Fote con la colaboración de Fernández. 
Desde una difusa identidad peronista, Fernández se vinculó con Palabra Obrera y cuando ésta se fusionó con el Frente Revolucionario Indoamericano se integró a La nueva organización FRIP-Palabra Obrera. Pese a sus grandes dificultades para leer, Fernández con la ayuda de otros compañeros estudió los textos marxistas, sobre todo de Marx y Lenin. 
Cuando entre 1965 y 1966 se intensificaron los conflictos de los obreros azucareros y cobraron importancia nacional el FRIP-Palabra Obrera incrementa su participación como corriente interna de la Federación Obrera de Trabajadores de la Industria Azucarera FOTIA y concurre a las elecciones parlamentarias a las que concurre asociada con grupos locales de la Juventud Peronista bajo el sello Acción Provinciana logrando nueve diputados entre provinciales y nacionales. Antonio Fernández ya era Secretario Adjunto del Sindicato San José y miembro del Secretariado de la Regional de Tucumán del Partido Revolucionario de los Trabajadores (PRT) cuando a dos meses del golpe de Estado de 1966 que derrocó al gobierno de Arturo Umberto Illia, el gobierno militar encabezado por el general Juan Carlos Onganía dispuso el cierre de varios ingenios azucareros en Tucumán, entre ellos el San José, dejando sin trabajo a Fernández. Se suceden las ocupaciones de fábricas con rehenes, concentraciones, manifestaciones callejeras, acciones armadas y choques con la policía, pero finalmente el plan de lucha es derrotado. 

## Incorporación al PRT
Cuando en 1968 se produjo la ruptura del PRT entre el sector PRT-La Verdad orientado por Nahuel Moreno y el PRT-El Combatiente, liderado por Mario Roberto Santucho, Fernández se alinea con este último y fue enviado a Cuba para recibir instrucción militar junto a Luis Pujals, Rubén Bonnet y el propio Santucho, permaneciendo ocho meses en la isla. Al regresar recorrió el país para apoyar a Santucho en las divergencias internas y participó como delegado en el V Congreso partidario realizado en el Delta del Paraná entre el 28 y el 30 de julio de 1970, donde se creó el Ejército Revolucionario del Pueblo y se eligió a Fernández como miembro del Comité Central del PRT.
Fernández se incorporó al ERP y participó en la actividad guerrillera. En febrero de 1970 formó parte del grupo de militantes –que incluía a Enrique Gorriarán Merlo- que intentó liberar a Roberto Santucho que estaba detenido en la comisaría de Villa Quinteros en la provincia de Tucumán que fracasó cuando en la madrugada, los corrió una jauría de perros denunciando su presencia y tuvieron que retirarse.
También participó del intento de secuestro del excomandante general del ejército teniente general Julio Rodolfo Alsogaray ocurrido el 18 de agosto de 1971 el 18 de agosto de 1971.Hugo Montero ubica el hecho erróneamente a fines de 1969. Junto a otros tres atacó al militar, que se manejaba sin custodia, a la salida de su domicilio y lo desmayó de un golpe. Alsogaray reaccionó y se defendió, por lo que los cuatro militantes, que portaban cachiporras y una pistola, optaron por huir.
Al fin de 1971 fue herido y detenido por la policía. Juzgado por la Cámara Federal de la Nación, recibió una condena a prisión perpetua pero con la amnistía decretada por el gobierno de Héctor José Cámpora recobró su libertad el 25 de mayo de 1973. Regresó a la actividad política, principalmente en su provincia natal, y fue elegido para integrar el buró político del PRT quedando como responsable nacional de asuntos sindicales junto a Luis Mattini, posición desde la que trabajó para el desarrollo del Movimiento Sindical de Base (MSB) que desde el interior de la Confederación General del Trabajo trataba de convertirse en una alternativa a la misma. 
Colaboró con Domingo Menna en la reorganización de la regional de Tucumán, viajó a Cuba con Santucho y Urteaga para asistir a los festejos conmemorando el asalto al cuartel Moncada y al volver al país participó con los mismos en la conferencia de prensa del 27 de junio de 1973 en la cual el ERP anunciaba el inminente fin de la tregua con el gobierno de Cámpora.
A principios de 1974 volvió a Tucumán designado para la formación de la primera Compañía de Monte del ERP Ramón Rosa Jiménez; a raíz de haber sido detectado el grupo de combatientes en la zona serrana de Rodeo Viejo Santucho decide que ocupen la localidad de Acheral en su primera operación y aparición pública. El 30 de mayo de 1974 ocupan la comisaría, la central telefónica, la estación ferroviaria y rutas de acceso en una acción de "propaganda armada". 
Santucho quería que Fernández permaneciera trabajando desde la dirección del PRT-ERP, separado de la actividad de la guerrilla rural. pero éste se opuso firmemente diciendo que su lugar estaba en la Compañía de Monte, pues la misma 'carecía de compañeros de la zona'. Finalmente accedió y Fernández se quedó en Tucumán e iba y venía entre el monte y la ciudad.

## Muerte de Fernández
Comandó una de las columnas que por orden de la dirección del PRT-ERP intentó copar el Regimiento 17.º de Infantería Aerotransportada de Catamarca. El jueves 9 de agosto de 1974 partieron de Tucumán, en un ómnibus alquilado, 47 militantes de la Compañía del Monte Ramón Rosa Jiménez, cuya edad oscilaba entre los 18 y 22 años. Se detuvieron en Banda de Varela (9 km al norte de San Fernando del Valle de Catamarca) donde redujeron al chofer e hicieron contacto con las unidades locales, quienes llegaron con los uniformes militares y el armamento que sería utilizado en el operativo. En la noche siguiente establecieron su base operativa. Poco después de medianoche dos ciclistas que pasaron por el lugar observaron a los guerrilleros preparándose, y dieron aviso a un oficial de la policía de Catamarca, quien inmediatamente dio parte a la División de Investigaciones.
A las 00:30 del 11 de agosto, llegaron al campamento cuatro patrulleros policiales con ocho efectivos, pertenecientes a la División de Investigaciones y la Comisaría 3.ª. Allí se produjo un primer enfrentamiento armado, que finalizó cuando los guerrilleros disfrazados como soldados del Ejército Argentino lograron reducir al grupo policial, este combate dejó como saldo dos militantes muertos, uno gravemente herido y dos policías heridos.
Una vez descubierta la presencia del grupo guerrillero en Catamarca, el mando del ERP ordenó la retirada. El grueso del grupo principal logró replegarse y quedaron aislados, en distintos grupos, un total de 28 guerrilleros.
El domingo 11 de agosto, tras una intensa búsqueda, fueron apresados nueve guerrilleros, incluyendo el que había resultado gravemente herido durante el primer enfrentamiento con la policía. Otros huyeron hacia la provincia de Tucumán. Los 19 guerrilleros restantes acamparon en las cercanías de la quebrada de los Walther, a 3 km de la Iglesia de Capilla del Rosario, en el pueblito Piedra Blanca. Cinco miembros del grupo guerrillero fueron enviados a conseguir alimentos, vigilar los movimientos de las tropas enemigas y conseguir vehículos para el repliegue, todos ellos fueron apresados.
El lunes 12 de agosto, la policía envió una comisión para capturar a los guerrilleros restantes. Allí se produjo otro enfrentamiento armado, en el que resultó muerto un oficial. Ante este fracaso, el jefe de la policía provincial, teniente coronel Anello, pidió apoyo al Regimiento 17 de Infantería Aerotransportada e informó la posición de los insurgentes.
Al mediodía llegaron al lugar 60 soldados comandados por un oficial, apoyados por cuatro aeronaves, y se produjeron varios combates. La falta de conocimiento de la geografía de la zona resulta determinante en la retirada: la escasa vegetación los obliga a escapar casi a la descubierta y finalmente resultaron muertos todos los guerrilleros. Según fuentes militares, los 14 guerrilleros murieron en combate, sin embargo, gracias a investigaciones posteriores se logró descubrir la verdad. Según los autores de Detenidos - Aparecidos. Presas y presos políticos desde Trelew a la dictadura, los guerrilleros lucharon hasta quedarse sin municiones, en ese momento se rindieron, pero fueron golpeados por los soldados y posteriormente fusilados. Los militantes, rendidos y desarmados, fueron fusilados por orden del segundo jefe del Tercer Cuerpo de Ejército, General José Antonio Vaquero por ir disfrazados vistiendo el uniforme del Ejército.
Los fusilados identificados fueron Antonio del Carmen Fernández, Hugo Cacciavillani, Rutilio Betancour, Luis Roque López, Rogelio Gutiérrez, José María Molina, Mario Héctor Lescano, Juan Carlos Lescano, Juan Olivera, Roberto Jerez, Héctor Moreno, Luis Billinger, Raúl Sianz y Pedro Urbano. La policía y el Ejército tuvieron 16 muertos y heridos en los combates de Villa María y Catamarca.